# Sobarocephala zuluensis
Sobarocephala zuluensis är en tvåvingeart som beskrevs av Elisabeth K. Stuckenberg 1973. Sobarocephala zuluensis ingår i släktet Sobarocephala och familjen träflugor. Inga underarter finns listade i Catalogue of Life.